# Wilanowiec
Wilanowiec – uroczysko, dawna osada w Polsce, w województwie wielkopolskim, w powiecie pilskim, w gminie Ujście, nad Notecią.
W XIX i na początku XX wieku miejscowość określana była jako obszar dworski. W języku niemieckim nosiła wówczas nazwę Wilhelmshöhe. W 1867 roku liczyła 48 mieszkańców. Według danych z 1871 roku obszar dworski obejmował 9 gospodarstw domowych w 6 budynkach i zamieszkany był przez 54 osoby (27 kobiet i 27 mężczyzn), w tym 40 ewangelików i 14 katolików. W 1885 roku miejscowość zajmowała grunty o powierzchni 399 ha, w tym 130 ha pól uprawnych, 42 ha łąk i 75 hektarów lasów. Funkcjonowało w niej w tym czasie 9 gospodarstw domowych w 5 budynkach a liczba ludności wyniosła 42 (25 kobiet i 17 mężczyzn), z czego 32 osoby były ewangelikami, a 10 osób – katolikami. Według danych z 1905 roku obszar dworski obejmował grunty o powierzchni 404,7 ha i liczył 55 mieszkańców (25 kobiet i 30 mężczyzn), w tym 34 niemieckojęzycznych ewangelików, 6 niemieckojęzycznych katolików i 15 polskojęzycznych katolików. Mieszkańcy skupieni byli w 8 gospodarstwach domowych i zajmowali 4 domy oraz jeden budynek wykorzystywany do celów mieszkalnych. W 1921 roku Wilanowiec liczył 69 mieszkańców (33 kobiety i 36 mężczyzn) i znajdowało się w nim 5 zamieszkałych budynków. 65 osób deklarowało narodowość polską, 4 – niemiecką. 61 osób deklarowało przynależność do wyznania rzymskokatolickiego, 8 – do ewangelickiego. Po II wojnie światowej miejscowość miała status osady a jej nazwę zapisywano też niekiedy w formie Wilanówiec.